# 越谷市民球場
越谷市民球場（こしがやしみんきゅうじょう）は、埼玉県越谷市にある野球場である。

## 概要
越谷の市街地から東側に離れた大落古利根川の南側、支流の千間堀の北岸にあり、東埼玉道路の北端近くにあたる。付近にはゴミ処理場があり、田畑に囲まれたのどかな郊外に位置する。読売ジャイアンツ主催のイースタン・リーグ公式戦などで使用される。高校野球では、全国高等学校野球選手権埼玉大会では例年3回戦まで使用され、春・秋では県大会の東部地区予選で使用される。
2016年と2017年に、ベースボール・チャレンジ・リーグの地元球団である武蔵ヒートベアーズが公式戦（NPBファームとの交流戦を含む）を開催したが、2018年以降は開催がない。
ピッツバーグ・パイレーツを引退した桑田真澄（投手）の引退試合（2008年）や、茨城ゴールデンゴールズ対横浜サムライのチャリティーマッチ（2008年）が行われるなど、近年ではイベントマッチにも利用されている。
越谷総合公園内の施設であり、近接して庭球場、越谷市立総合体育館が設置されている。

## 施設概要
鉄筋コンクリート造3階建
- グラウンド面積：13,482m2
- 両翼：98m、中堅；122m
- 内野:クレー、外野：芝生
- 収容人数 10,000人（内野スタンド（椅子席） ： 3,000人 、外野スタンド（芝生席） ：7,000人 ）
- 照明：6基
- スコアボード：磁気反転式（バックスクリーン一体型）

## 交通
- 東武伊勢崎線越谷駅よりバス、総合公園下車すぐ。